# Jeffrey Sonnenfeld

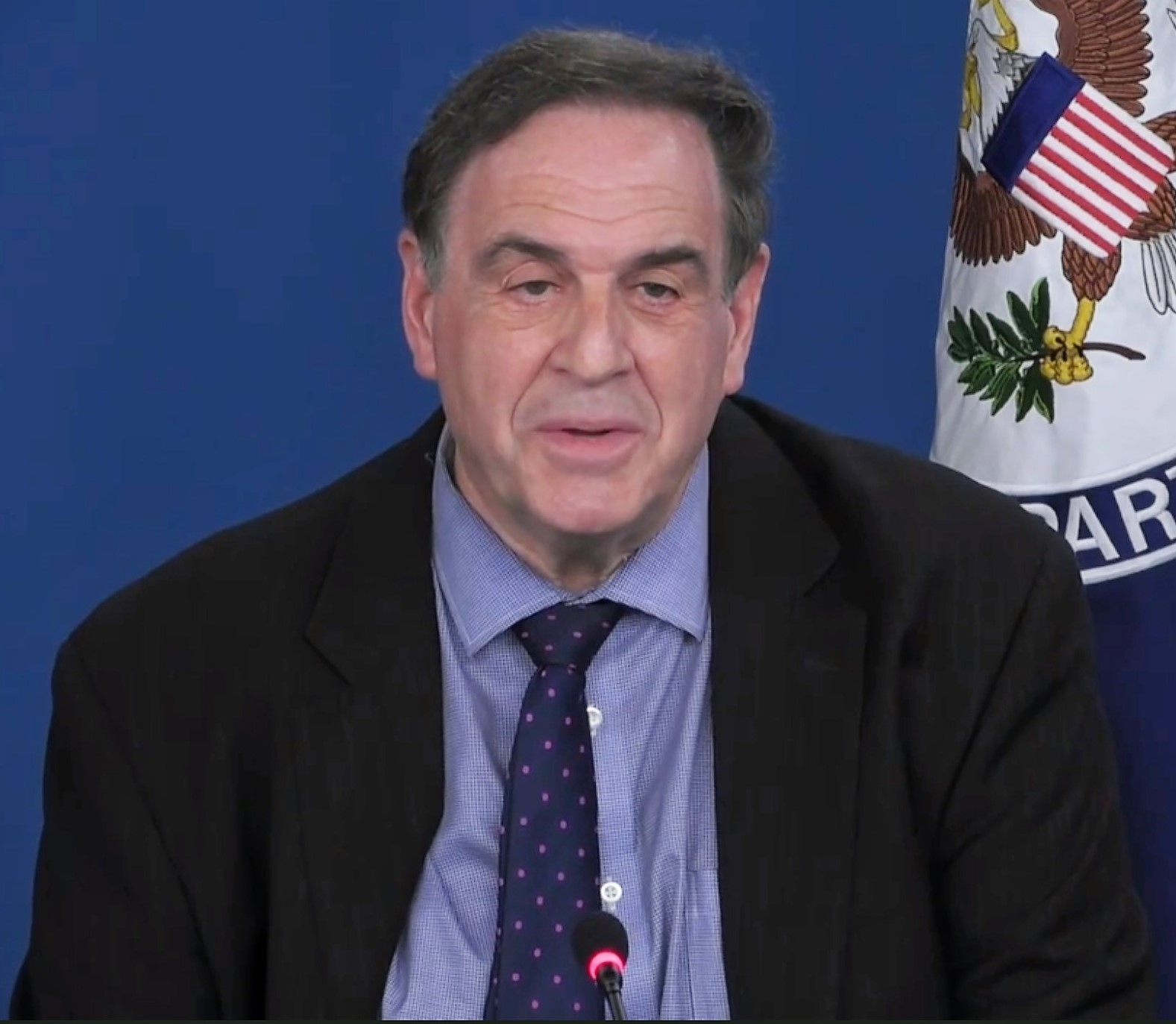
Jeffrey Sonnenfeld, 2022

Jeffrey A. Sonnenfeld (* 1. April 1954) ist ein US-amerikanischer Wirtschaftswissenschaftler und Kolumnist.

## Leben
Sonnenfeld studierte an der Harvard University mit Abschluss Ph.D. Er gründete das Chief Executive Leadership Institute (CELI), die weltweit erste Schule für CEOs. Er lehrte an der Harvard Business School der Harvard University und der Goizueta Business School der Emory University. Diese Stellung gab er 1997 wegen Vandalismusvorwürfen auf. Seit 1999 ist er Professor für Managementpraktik an der Yale School of Management der Yale University. Die BusinessWeek zählt ihn zu den „ten most influential business school professors“ und Directorship zu den „100 most influential figures in governance“. Er veröffentlichte 7 Bücher und schrieb über 200 Fachaufsätze. Als erster Wirtschaftsprofessor überhaupt durfte er die Opening Bell in der New York Stock Exchange läuten. Er trat bei CNBC und PBS auf und war als Kolumnist für die BusinessWeek, The Wall Street Journal, das Forbes Magazine und die The New York Times tätig.
Im Jahr 2022 erlangte er Popularität durch die als Yale-Liste oder Sonnenfeld-Liste bekannt gewordene Auflistung von über 1300 Unternehmen mit einer Benotung bezogen auf das Ausmaß ihrer Geschäftstätigkeit in Russland nach dem russischen Überfall auf die Ukraine. Am 28. Juni 2022 wurde er durch das russische Außenministerium auf eine Sanktionsliste von Personen gesetzt, denen dauerhaft der Zugang zur russischen Föderation verwehrt ist. Ein Diskussionspapier aus dem Juli 2022 zur Wirkung des freiwilligen Rückbaus der Geschäftstätigkeit und von Sanktionen auf die russische Ökonomie wurde sehr stark beachtet.

## Belege
1. ↑  AP News: Vandalism allegations lead to fall of star business professor. 22. Dezember 1997, abgerufen am 25. November 2022 (englisch).
2. ↑  Almost 1,000 Companies Have Curtailed Operations in Russia—But Some Remain. Yale School of Management, 11. September 2022, abgerufen am 11. September 2022 (englisch).
3. ↑  Yale CELI List of Companies Leaving and Staying in Russia. Yale School of Management, Chief Executive Leadership Institute, 11. September 2022, abgerufen am 11. September 2022 (englisch).
4. ↑  The Ministry of Foreign Affairs of the Russian Federation: Foreign Ministry statement on introducing personal sanctions as regards American citizens. In: mid.ru. 28. Juni 2022, abgerufen am 29. Juni 2022 (englisch).
5. ↑  Jeffrey Sonnenfeld, Steven Tian, Franek Sokolowski, Michael Wyrebkowski, Mateusz Kasprowicz: Business Retreats and Sanctions Are Crippling the Russian Economy. 19. Juli 2022, doi:10.2139/ssrn.4167193.
6. ↑  Das Diskussionspapier war (Stand 26. November 2022) auf dem Server des Social Science Research Network (SSRN) auf Platz 2 nach der Anzahl der Downloads innerhalb der letzten 12 Monate.